# 埤寮
埤寮，原寫為埤藔，是臺灣臺南市新營區的一個傳統地域名稱，位於該區東北半葉的北部略偏東。相較於今日行政區，其範圍大致包括埤寮里東北半部、土庫里西部北側凸出部分。
本地區境內有天鵝湖公園，主要聚落為埤寮。

## 歷史
台灣日治初期，埤寮地區為一街庄，稱為「埤藔庄」，隸屬於下茄苳南堡。該庄昔日西邊北側一小段、北邊及東邊北段與新港東庄為鄰，東邊南段及南邊東側一小段與卯舍庄為鄰，南邊其餘部分為王公廟庄，西邊南側大部分為許丑庄。
1901年（日治明治三十四年）11月11日，全台廢縣廳改設二十廳，該庄隸屬於鹽水港廳。1904年（明治三十七年）4月1日，該庄編入「新營區」，隸屬於鹽水港廳。1906年（明治三十九年）4月1日，鹽水港廳內管轄區域調整，該庄仍隸屬於「新營區」。1909年（明治四十二年）10月25日，全台合併二十廳為十二廳，新營區改隸屬於嘉義廳。1920年（大正九年）10月1日，全台地方制度大改正，廢十二廳改設五州二廳，該庄改制並雅化為「埤寮」大字，隸屬於臺南州新營郡新營庄。1933年（昭和八年）12月，新營庄升格為新營街。
戰後新營街改制為新營鎮，隸屬於臺南縣，大字亦改制為里。1950年10月25日，雲、嘉、南分治，新營鎮仍隸屬於臺南縣。1981年12月25日，新營鎮改制為新營市。2010年12月25日，臺南縣、市合併為直轄臺南市，新營市改制為新營區。

## 聚落
本地區發展較早的聚落為埤藔，在日治期初期的官方地圖上已有記載。

## 交通
區道南74線是鹽水至安溪寮的道路，經過本地區主聚落西北側。該道路在本地區西北端路段與區道南85線共線。
區道南76線是埤寮至安溪寮的道路，經過本地區中南部。
區道南85線是後廍至新營的道路，經過本地區主聚落西北側及西側。該道路在本地區西北端路段與區道南74線共線。

## 公共設施
- 天鵝湖公園